# Золотой Витязь (кинофорум)
Международный кинофорум православного кино «Золотой Витязь» — российский ежегодный кинофорум, проводимый с 1992 года Николаем Бурляевым.
С 2010 года проходит под эгидой Славянского форума искусств «Золотой Витязь» Бурляева, объединяющего все виды искусства: сам кинофорум, театральный фестиваль (c 2003), музыкальный форум (с 2010), литературный форум (с 2010), форум изобразительного искусства (с 2008).

## О фестивале
Проводится в конце мая, в канун церковно-государственного праздника — Дней славянской письменности и культуры.
Как фестиваль православного кино утверждает традиционные духовно-нравственные ценности. Девиз: «За нравственные идеалы. За возвышение души человека».
Проводится при поддержке Министра культуры России и при активном участии Русской православной церкви.
В 2010 году кинофорум награждён Орденом Святого Саввы I степени Сербской Православной Церкви.

Основная цель фестиваля поднять, прежде всего, престиж славянских кинематографий, игнорируемых властвующей в подкупленной печати элитарной, прозападной кинокритикой.— Юрий Тюрин, 1993 год
На кинофестивале «Золотой Витязь» с 1994 по 2000 год работала Лариса Солоницына: сначала редактором, позже — руководителем кинопрограмм, последние два года — директором.
Места проведения
Первый фестиваль 1992 года был проведён в Москве.
Затем в 1993 году в блокадной Югославии в городе Нови-Сад, в 1994 году непризнанном Приднестровье в Тирасполе, а в 1995 году снова в Москве, в 1996 году в Белоруссии в Минске.
В 1997 году на теплоходе «Фёдор Шаляпин» кинофорум совершил тур по Москва-реке и Волге, а в 1998 году на Украине совершив тур на теплоходе от Киева до Одессы.
В 2000-е чередовалось проведение кинофорума в Москве (2000, 2006, 2008, 2010) с городами по всей России: Смоленск (1999) Тамбов (2001), Рязань (2002), Калуга (2003), Иркутск (2004), Челябинск (2005), Кисловодск (2007), Липецк (2009), Курск (2011), Омск (2012), Хабаровск (2013), Томск (2014)
В 2015—2022 годах проводился в Севастополе, в 2023 году в Грозном, в 2024 году второй раз в Омске.
В 2025 году планируется проведение снова в Севастополе
Номинации и призы
В разное время конкурс включал различные номинации, но уже со второго фестиваля 1993 года помимо художественного кино конкурс включал документальные, а позже студенческие и дебютные, фильмы для детей, анимационные фильмы, иногда охватывал телефильмы и сериалы.
В каждой из категорий жюри присуждает призы в виде Золотого, Серебряного и Бронзового Витязей, представляющих собой скульптуры трёх Витязей скульптора Ф. В. Викулова, одного из основателей форума. По решению председателей всех жюри и Президента присуждается Гран-При — лучшему фильму Кинофорума любой категории.
Помимо призов с 1992 года вручается Золотая медаль имени С. Ф. Бондарчука «За выдающийся вклад в кинематограф», а с 2018 года Золотые медали имени Юрия Левитана «За выдающийся вклад в тележурналистику»

## Фильмы — лауреаты Главного приза
Ниже указаны художественные полнометражные фильмы получавшие главный приз фестиваля — Гран-при или «Золотой Витязь» (Гран-при фестиваля вручался не всегда, иногда документальным фильмам).
По режиссёрам неоднократно становились лауреатами: трижды — фильмы Никиты Михалкова (2000, 2008, 2012), дважды — Андрея Малюкова (1996, 2006).
- 1995 — «Барышня-крестьянка», режиссёр Алексей Сахаров (Россия )
- 1996 — «Я — русский солдат», режиссёр Андрей Малюков (Россия )
- 1997 — «Красивые деревни красиво горят», режиссёр Срджан Драгоевич (СР Югославия )
- 1998 — «В той стране», режиссёр Лидия Боброва (Россия )
- 1999 — «Му-му», режиссёр Юрий Грымов (Россия )
- 2000 — «Сибирский цирюльник», режиссёр Никита Михалков (Россия )
- 2001 — «В августе 44-го…», режиссёр Михаил Пташук (Белоруссия-Россия /)
- 2002 — «Прикованный», режиссёр Валерий Рыбарев (Белоруссия-Россия /)
- 2003 — «Дом дураков», режиссёр Андрей Кончаловский (Россия )
- 2004 — «Страсти Христовы», режиссёр Мэл Гибсон (США )
- 2005 — «Сон в зимнюю ночь», режиссёр Горан Паскалевич (Сербия )
- 2006 — «Грозовые ворота», режиссёр Андрей Малюков (Россия )
- 2007 — «Остров», режиссёр Павел Лунгин (Россия )
- 2008 — «12», режиссёр Никита Михалков (Россия )
- 2009 — «Тарас Бульба», режиссёр Владимир Бортко (Россия-Украина-Польша //)
- 2010 — «Поп», режиссёр Владимир Хотиненко (Россия )
- 2011 — «Брестская крепость», режиссёр Александр Котт (Россия-Белоруссия /).
- 2012 — «Утомлённые солнцем 2: Цитадель», режиссёр Никита Михалков (Россия )
- 2013 — «В тумане», режиссёр Сергей Лозница (Россия )
- 2014 — «Желание жить», режиссёр Мацей Пепшица (Польша )
- 2015 — «Две женщины», режиссёр Вера Глаголева (Россия )
- 2016 — «Взорвать Гитлера», режиссёр Оливер Хиршбигель (Германия  ФРГ)
- 2017 — «По млечному пути», режиссёру Эмир Кустурица (Сербия )
- 2018 — «Салют 7», режиссёр Клим Шипенко (Россия )
- 2019 — «Балканский рубеж», режиссёр Андрей Волгин (Россия )
- 2020 — «Король Пётр I», режиссёр Петар Ристовски (Сербия )
- 2021 — «Пальма», режиссёр Александр Домогаров-младший (Россия )
- 2022 — «Человек Божий», режиссёр Елена Попович (Греция )
- 2023 — «Один настоящий день», режиссёр Георгий Шенгелия (Россия )
- 2024 — «Позывной «Пассажир»», режиссёр Илья Казанков (Россия )

## Фестивали по годам

### 1992 — I
В начале 1992 года Николай Бурляев предложил своему другу, скульптору Вячеславу Клыкову, входящему в оргкомитет готовящегося в Москве 24 мая 1992 года Праздника славянской письменности и культуры, провести в рамках мероприятия кинофестиваль славянских фильмов. Предложение было принято и внесено Мэром Москвы в план мероприятий Праздника с выделением небольших бюджетных средств.
В кинотеатре «Мир» проходили показы. На первой пресс-конференции собралось всего семь журналистов, широкое освещение кинофестиваль получил только 30-секундным сюжетом в программе «Время».
14 конкурсных фильмов из 7 стран и 15 фильмов решили показать вне конкурса.
Жюри: профессор Ф. Ф. Кузнецов (директор Института мировой литературы), профессор-славист Белградского Университета Р. Мароевич (Югославия), художник и писательница В. Ф. Доуальдер (Швейцария), народный артист СССР кинорежиссёр В. Т. Туров (Белоруссия), народный артист России В. П. Заманский, кинодраматург Г. К. Бокарев, киноведы Ю. П. Тюрин и Б. Б. Андреев, поэтесса Г. И. Теплова. Обязанности Председателя Жюри исполнял сам основатель кинофестиваля Николай Бурляев.
Лауреаты:
- «Золотой Витязь» за лучшую операторскую работу — фильму «Мальчики» (реж. Ренита и Юрий Григорьевы, СССР).
- «Серебряный Витязь» за лучший игровой фильм — фильму «Садовник» (реж. Виктор Бутурлин, СССР).
- Приз «За лучшую режиссуру» — литовскому режиссёру Витаутасу Жалакявичюсу (за фильм «Зверь, выходящий из моря»).
- Приз за лучшую мужскую роль — Александру Михайлову (за роль в фильме «Очарованный странник»).
- Приз за лучшую женскую роль — Анне Самохиной (за роль в фильме «На железной дороге»).
- Специальный приз Комитета по кино при правительстве России — документальному фильму «Яма» (реж. Милорад Баич, Югославия).
- Премии «За выдающийся вклад в славянский кинематограф» удостоены Сергей Бондарчук, Тамара Макарова, Николай Крючков и Марина Ладынина.

Источники

### 1993 — II
В 1993 году фестиваль проходил в два этапа: первый — Московский отборочный (в кинотеатре «Мир» за 14 дней показали 60 картин), второй — основной, спустя месяц — в Югославии, в городе Нови-Сад, куда прибыли 55 деятелей кино, привезя 30 конкурсных фильмов.
Провести фестиваль в на тот момент блокадной Югославии было решено после поездки осенью 1992 года в Нови-Сад организатора фестиваля Бурляева и скульптора В. М. Клыкова на открытие памятника Преподобному Сергию Радонежскому, с проведением Эха «Золотого Витязя» с показом премированных фильмов. С инициативой выступила сербская сторона, а именно: главный редактор сербско-российского журнала «Наше слово» в Новом Саду Владо Мичунович, поэт Зоран Костич, профессор Радмило Мароевич и кинодраматург Йован Маркович, практически организатор фестиваля.
В конкурсе среди художественных фильмов фестиваля призы получили:
- «Барабаниада» (реж. Сергей Овчаров, 1993, Россия-Франция) — Приз за лучшую режиссуру
- «Гетманские клейноды» (реж. Леонид Осыка, 1993, Украина) — Приз за лучшее изобразительное решение и за лучшие костюмы (И. Быченкова)
- «Дикое поле» (реж. Николай Гусаров, 1991, СССР) — Приз за лучший сценарий и Приз за лучшую мужскую роль второго плана (Н. Гусаров)
- «Изгой» (реж. Владимир Савельев, 1991, СССР) — Приз «Золотой Витязь» за лучшую главную мужскую роль (Йосси Поллаку)
- «Катька и Шиз» (реж. Тигран Кеосаян, 1992, Россия) — Приз «Золотой Витязь» в категории студенческих работ
- «После войны — мир» (реж. Анатолий Никитин, 1988, СССР)
- «Чёрный аист» (реж. Виктор Туров, Белоруссия) — Приз за режиссуру (В. Туров) и Приз за музыку (Е. Дога)

По разделу документальных фильмов Приз «За лучшую режиссуру» получил Александр Сидельников за фильм «Вологодский романс».
Наград «За выдающийся вклад в славянский кинематограф» были удостоены Вячеслав Тихонов, Нонна Мордюкова, Инна Макарова, Богдан Ступка (Украина), Виктор Туров (Белоруссия) и Стефания Станюта (Белоруссия).
Источники

### 1994 — III
Третий кинофестиваль провели в сентябре 1994 года в Тирасполе в непризнанном Приднестровье.
На открытии фестиваль напутствовал Президент ПМР И. Н. Смирнов, закрытие фестиваля посетил командующий российской 14-армии А. И. Лебедь.
Лауреаты по разделу художественных фильмов:
- Гран-при — фильму «Анна: от 6 до 18» (реж. Никита Михалков)
- «Серебряный Витязь» — фильму «Макаров» (реж. Владимир Хотиненко)
- «Бронзовый Витязь» — фильму «Записки курносого Мефистофеля» (реж. Юрий Ляшенко)
- Приз «За лучшее воплощение роли в историческом фильме» — Олегу Борисову (за роль в фильме «Гроза над Русью»)
- Приз зрительских симпатий — Николаю Романову, исполнителю главной роли в фильме «В той области небес…»

По разделу документальных фильмов главный приз поделили документально-публицистический фильм «Великая криминальная революция» С. Говорухина и фильм «Свобода, Санчо» Н. Йотова (Болгария).
Главный приз фестиваля за анимационный фильм — «Сон смешного человека» по Достоевскому.
Были вручены две премии «За выдающийся вклад в славянский кинематограф» — Никите Михалкову и Юрию Ильенко.
Источники

### 1995 — IV
Москва, открывался в ГЦКЗ «Россия».
- Большой специальный приз жюри игровых фильмов — фильму «Барышня-крестьянка» (реж. Алексей Сахаров)
- Приз «Серебряный Витязь» — фильму «Колыбельная» (реж. Нана Джанелидзе, Грузия)
- Приз за лучшую режиссуру (В. Хотиненко), лучшему сценаристу (В. Золотуха), лучшей актрисе (Н. Усатова) — фильму «Мусульманин» (реж. Владимир Хотиненко, Россия)
- Диплом — фильму «Дорога на Сечь».
- Приз «Золотой Витязь» за лучший документальный фильм — фильму «Убийство императора. Версии» (реж. Сергей Мирошниченко, Россия)

Золотой медали имени С. Ф. Бондарчука «За выдающийся вклад в славянский кинематограф» удостоен Борис Карпов.
Источники

### 1996 — V
24 мая — 2 июня, Минск.
- Большой специальный приз по разделу художественных фильмов — фильму «Я — русский солдат» (реж. Андрей Малюков, Россия).
- По разделу документальных фильмов Гран-при «Золотой Витязь» — фильму «Петербургский романс», фильм 3-й «Свидание с вечностью» (реж. Александр Якубовский).

Золотой медали С. Ф. Бондарчука «За выдающийся вклад в славянский кинематограф» были удостоены Николай Ерёменко, Владимир Гостюхин, а также сербский актёр Велимир Живоинович.
Источники

### 1997 — VI

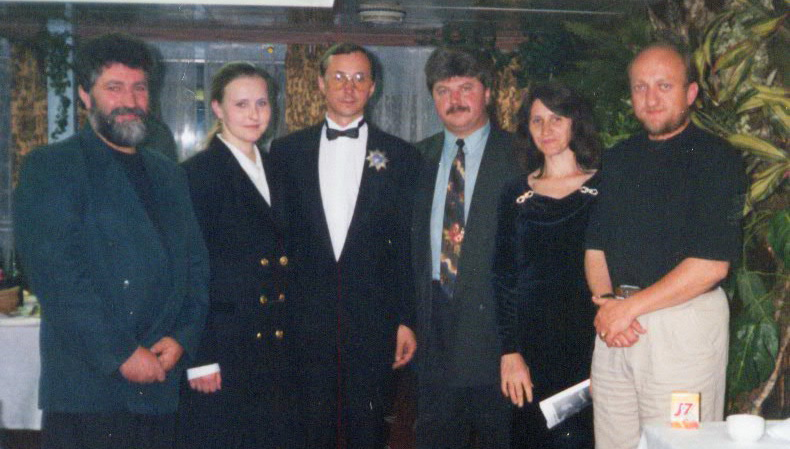

Фестиваль открывался в Колонном Зале, после чего участники отправились в плавание на теплоходе «Фёдор Шаляпин» по Москва-реке и Волге проводить конкурсные просмотры и встречи в Угличе, Костроме, Ярославле, Мышкине.
Лауреаты:
- «Золотой Витязь» — фильму «Красивые деревни красиво горят» (реж. Срджан Драгоевич, СР Югославия)
- «Серебряный Витязь» — фильму «Галоп» (реж. Кшиштоф Занусси, Польша)
- «Бронзовый Витязь» — фильму «Запоздалое полнолуние» (реж. Эдуард Захариев, Болгария)
- Приз «За лучшую главную мужскую роль» — Дмитрию Щербине (за роль в фильме «Бег от смерти», Белоруссия)
- Диплом «За лучшую главную женскую роль» — Майе Коморовской (за роль в фильме «Галоп», Польша).
- Приз «За лучшую мужскую роль второго плана» — Владимиру Заманскому (за роль в фильме «Ботанический сад», Белоруссия)
- Приз «За лучшую женскую роль второго плана» — Доминике Осталовской (за роль в фильме «Кроткая», Польша)
- По разделу документальных фильмов «Золотой Витязь» завоевал фильм «Восточная элегия» Александра Сокурова (Россия)

Золотых медалей С. Ф. Бондарчука «За выдающийся вклад в славянский кинематограф» удостоены Георгий Жжёнов и Татьяна Доронина.
Источники

### 1998 — VII
Фестиваль проходил на Украине в виде круиза на теплоходе «Маршал Кошевой», на котором, после открытия фестиваля 16 мая в киевском Театре им. Ивана Франко, почти пятьсот участников фестиваля отправились по Днепру от Киева, через Канев и Запорожье, Херсон, Днепропетровск и Одессу, до Севастополя.
Мероприятие состоялось, несмотря на противодействие Министра культуры Украины, но кинофорум благословил Митрополит Киевский и всея Украины Владимир, соучредителями «Золотого Витязя» на Украине согласились стать Украинский фонд культуры, возглавляемый депутатом Верховной Рады Украины, писателем Б. И. Олейником.
- Гран-при фестиваля — фильму «В той стране» (реж. Лидия Боброва, Россия).
- Приз «Золотой Витязь» — фильму «Шанхай» (реж. Александр Баранов, Казахстан).
- «Золотой Витязь» в категории «Лучший анимационный фильм» — мультфильму «Волшебная свирель» (реж. Михаил Тумеля, Белоруссия)

Премии им. С. Ф. Бондарчука «За вклад в искусство» удостоена актриса Раиса Недашковская (Украина).
Источники

### 1999 — VIII
24 мая — 1 июня, Смоленск.
Показы шли в четырёх кинотеатрах Смоленска, было показано около сорока игровых и документальных картин.
Начался фестиваль с литургии в Успенском соборе. Открытие фестиваля состоялось в Смоленском театре драмы, на нём присутствовал митрополит Кирилл, а в числе гостей фестиваля были актриса Белградского национального театра Ивана Жигон, режиссёр из Косово Елена Копривица, болгарский режиссёр Маргарит Николов, Никита Михалков, Зинаида Кириенко, Ирина Скобцева, Аристарх Ливанов, Николай Олялин.
Лауреаты раздела игровых фильмов:
- Приз «Золотой Витязь» за лучший игровой фильм — «Му-му» (реж. Юрий Грымов, Россия)
- Приз «Серебряный Витязь» за лучший игровой фильм — «История кино в Попелявах» (реж. Ян Якуб Кольский, Польша)
- Приз «Бронзовый Витязь» за лучший игровой фильм — «Тюряга» (реж. Борис Шадурский, Белоруссия)
- Приз за лучшую режиссёрскую работу — «Окраина» (реж. Пётр Луцик, Россия)
- Диплом жюри за лучшую мужскую роль — Борису Химичеву (за роль в фильме «Князь Юрий Долгорукий», реж. Сергей Тарасов)
- Специальный приз православной прессы — фильму «Евангелие от Луки» (реж. Годердзи Чохели).

Кинофорум был посвящён Сербскому народу, большая сербская делегация была приглашена в Смоленск; ещё до проведения фестиваля — в марте 1999 года, когда НАТО начало бомбить Югославию — один Приз «Золотой Витязь» организатор фестиваля Николай Бурляев отвёз в Белград и вручил его Министру культуры Сербии как символический дар сербскому народу в знак солидарности. На фестивале был показан фильм «Бочка пороха» Горана Паскалевича.
Источники

### 2000 — IX
25—31 мая, Москва.
Церемония открытия проводилась в Государственном Кремлёвском дворце, в ней приняли участие 250 кинематографистов из 21 страны мира, среди которых Барбара Брыльска, Владимир Гостюхин, Станислав Микульский, Донатас Банионис, Вия Артмане, Кшиштоф Занусси и Анджей Вайда.
Показы фильмов велись в ГЦКЗ «Россия». В рамках кинофорума было показано 187 фильмов, из них — 9 художественных, 28 документальных, 74 видео- и телефильма, 20 анимационных и 52 дебютных.
Художественные фильмы в конкурсе:
- Гран-при — фильму «Сибирский цирюльник» (реж. Никита Михалков)
- Приз «Золотой Витязь» разделили два фильма — югославский «Небесная удочка» (реж. Любиша Самарджич) и польский «Огнём и мечом» (реж. Ежи Гофман)
- Приз «Серебряный Витязь» — фильму «Озеро» (реж. Кахи Кикабидзе, Грузия)
- Приз «Бронзовый Витязь» — фильму «Перечная мята» (реж. Костас Капакас, Греция)
- Приз за режиссёрский дебют получила украинский режиссёр Людмила Ефименко за фильм «Ave, Maria».
- Также в конкурсе участвовали фильмы «Казачья быль» Николая Гусарова и «Любить по-русски 3: Губернатор» Евгения Матвеева.

Лучшим документальным фильмом признана лента сербского режиссёра Драгана Элчича «Жизнь».

Главной сенсацией форума стало то, что гран-при была удостоена картина Никиты Михалкова «Сибирский цирюльник». Сенсация отнюдь не в том, что «Сибирскому цирюльнику» дали приз, в этом никто и не сомневался. А в том, что Михалков дал свой фильм в конкурс. Напомним, что Михалков не отдавал «Цирюльника» ни на один фестивальный конкурс и даже снял фильм с голосования российской киноакадемии на приз «Ника».— Коммерсантъ, 2000 год
Источники

### 2001 — X
Проводился в Тамбове.
- Гран-при — фильму «В августе 44-го…» (реж. Михаил Пташук, Белоруссия-Россия)
- Приз «Золотой Витязь» и диплом «За лучший актёрский ансамбль» — фильму «Луной был полон сад» (реж. Виталий Мельников, Россия)

В этом году медали имени С. Ф. Бондарчука «За выдающийся вклад в славянский кинематограф» вручались Евгению Матвееву и Йовану Марковичу.

### 2002 — XI
22—31 мая, Рязань.
- Гран-при был присуждён Сергею Роженцеву за документальный фильм «Миротворцы» — трагическую фреску о чеченской войне, о судьбе отца Анатолия Чистоусова.
- Приз «Золотой Витязь» в конкурсе художественных фильмов получила картина «Прикованный» (реж. Валерий Рыбарев, Россия-Белоруссия).
- В конкурсе документальных фильмов приз «Бронзовый Витязь» получила лента «Форсаж».

Золотой медали С. Ф. Бондарчука «За выдающийся вклад в кинематограф» удостоен Резо Чхеидзе (Грузия).

### 2003 — XII
Проводился в Калуге. Церемонии открытия и закрытия кинофестиваля велись в Калужском драматическом театре, показы — в кинотеатре «Центральный».
- Гран-при — документальной автобиографической дилогии «Отец» и «Мама» Никиты Михалкова.
- По конкурсу игровых фильмов было вручено два «Золотых Витязя» — фильмам «Дом дураков» Андрея Кончаловского и «Утро понедельника» Отара Иоселиани.

Лауреатами Золотой медали имени С. Ф. Бондарчука «За выдающийся вклад в кинематограф» стали режиссёр Кшиштоф Занусси (Польша), режиссёр Младомир Джорджевич (Сербия), актёр и режиссёр Любиша Самарджич (Сербия).
Источники

### 2004 — XIII
Проводился в Иркутске.
- Гран-при — фильму Мела Гибсона «Страсти Христовы». Приз получил болгарский актёр Христо Шопов, сыгравший в фильме роль Понтия Пилата.
- В номинации «Лучший игровой фильм» победителем стала картина «Профессионал» сербского режиссёра Душана Ковачевича.
- «Золотой Витязь» в номинации «Лучшая мужская роль» — болгарскому актёру Христо Шопову (за роль Понтия Пилата в фильме «Страсти Христовы»).
- Приз в номинации «Лучшая женская роль» — Анне Овсянниковой (за роль в фильме «Бабуся»).

Золотой медали имени С. Ф. Бондарчука «За выдающийся вклад в кинематограф» были удостоены Велимир Живоинович (Сербия) и Ежи Гофман (Польша).
Источники

### 2005 — XIV
22—31 мая, Челябинск.
- Гран-при — фильму «Сон в зимнюю ночь» (реж. Горан Паскалевич, Сербия)
- Приз «Золотой Витязь» — фильму «Погода на завтра» (реж. Ежи Штур, Польша)
- «Серебряный Витязь» — фильмам «Иная возможная жизнь[болг.]» (реж. Румяна Петкова, Болгария) и «Рубцы» (реж. Пекож Магдалена, Польша)
- «Бронзовый Витязь» — фильму «Ночь светла» (реж. Роман Балаян, Россия-Украина)
- Специальный приз жюри — фильму «Дунечка» (реж. Александр Ефремов, Белоруссия)

Золотая медаль имени С. Ф. Бондарчука «За выдающийся вклад в кинематограф» вручена Алисе Фрейндлих.
Источники

### 2006 — XV
21—30 мая.
Проводился в Московской области, в основном в Серпухове. Открытие кинофорума проходило на стадионе «Труд». Главными фестивальными площадками стали Дворец культуры «Россия», Дворец молодёжи «Дружба» (г. Серпухов), Дворец культуры «Протон» (г. Протвино), КДЦ «Молодость» (г. Пущино), ДК «Дружба», ЦД «Чайка» (г. Чехов), Кинотеатр «Юность» (г. Ступино), КД «Родина» (г. Кашира), Кинотеатр «Родина», Кинотеатр «Молодёжный» (г. Подольск), Кинотеатр «Искра» (г. Видное) и другие.
Жюри главного конкурса художественных фильмов возглавил актёр Владлен Давыдов, студенческие фильмы оценивали под председательством актрисы Дарьи Мороз.
- Гран-при — фильму «Грозовые ворота» (реж. Андрей Малюков, Россия).
- По конкурсу игровых фильмов «Золотого Витязя» разделили фильмы «Натянутая тетива» (реж. Ким Ки Дук, Южная Корея) и фильм «Я помню» (режиссёр Сергей Сычёв, Белоруссия).
- «Серебряного Витязя» вручили фильму «Сундук предков» (реж. Нурбек Эген, Кыргызстан).
- «Бронзового Витязя» удостоился фильм «15» (реж. Серджиу Николаеску, Румыния).
- Приза зрительских симпатий удостоилась греческая лента «Ракушка» режиссёра Фотини Сископулу, снятая по мотивам «Кроткой» Достоевского.
- По конкурсу анимационных фильмов «Золотой Витязь» получил мультфильм «Капитанская дочка» (реж. Екатерина Михайлова, Россия).
- Приз «Золотой Витязь» за лучший документальный фильм — фильму «Заведёнка» (реж. Галина Адамович, Белоруссия).

Золотой медали имени С. Ф. Бондарчука «За выдающийся вклад в кинематограф» удостоены кинорежиссёр Маргарит Николов (Болгария) и актриса Беата Тышкевич (Польша).
Источники

### 2007 — XVI
22—31 мая, Кисловодск. Местом проведения стала Кисловодская филармония.
- Гран-при — российскому фильму «Остров» (реж. Павел Лунгин).
- В конкурсе «Игровые полнометражные фильмы» победила сербская лента «Сыновья моих братьев» (реж. Синиш Ковачевич).
- «Серебряный Витязь» — картине «Синоби» (реж. Тен Симояма, Япония)
- «Бронзовый Витязь» — фильму «Месть» (реж. Дамир Манабаев, Казахстан).
- В конкурсе «Анимационные фильмы» победил мультипликационный фильм «Моя любовь» (реж. Александр Петров, Россия).
- Приз за главную мужскую роль — Петру Мамонову (за роль в фильме «Остров»).
- Приз за главную женскую роль — Лилиане Благоевич (за роль в фильме «Сыновья моих братьев»).

Золотая медаль имени С. Ф. Бондарчука «За выдающийся вклад в кинематограф» — Александру Сокурову.
Источники

### 2008 — XVII
22—31 мая, Москва, Центральный дом кино.
- Гран-при — фильму «12» Никиты Михалкова.
- По конкурсу игровых фильмов жюри отметило «Золотым Витязем» болгарский фильм «Сторож мёртвых» Илияна Симеонова, а «Серебряным» — финский фильм «Моя мама» Клауса Хяярё. «Бронзовый Витязь» достался мексиканскому фильму «Безмолвный свет» Карлоса Рейгадаса.
- Приз «Лучший фильм для детей» — мультфильму «Маленькая Василиса» Дарины Шмидт.

Золотую медаль С. Ф. Бондарчука «За выдающийся вклад в кинематограф» получили Алексей Баталов и Эльдар Рязанов.
Источники

### 2009 — ХIХ
22—31 мая, Липецк.
- Гран-при — фильму «Тарас Бульба» (реж. Владимир Бортко, Россия-Украина-Польша).
- Приз «Золотой Витязь» разделили два фильма: «Гоголь. Ближайший» режиссёра Натальи Бондарчук (Россия) и «Турне» режиссёра Горана Марковича (Сербия).
- «Серебряный Витязь» получил фильм «Живи и помни» режиссёра Александра Прошкина (Россия).
- «Бронзовый Витязь» — фильму «Кадет» режиссёра Виталия Дудина (Белоруссия).
- Диплом «За лучшую главную мужскую роль» — Богдану Ступке (за роль в фильме «Тарас Бульба»).
- Диплом «За лучшую главную женскую роль» — Дарье Мороз (за роль в фильме «Живи и помни»).

Золотой медали имени С. Ф. Бондарчука «За выдающийся вклад в кинематограф» удостоена режиссёр-документалист Валентина Гуркаленко.
Источники

### 2010 — ХIХ
26 мая — 2 июня, Москва. Проводился в Доме кино.
- Гран-при — фильму «Поп» (реж. Владимир Хотиненко, Россия).
- «Золотых Витязей» получили фильмы «Верую!» (реж. Лидия Боброва, Россия) и «Святой Георгий убивает змия» (реж. Срджан Драгоевич, Сербия). Второе место поделили фильмы «Вода» Джахангира Касымова (Узбекистан) и «Ушедшие» Ёдзиро Такиты (Япония). Бронзовая награда досталась фильму «Впереди гора» (реж. Василис Дурос, Греция).
- Диплом «За лучшую мужскую роль» — Сергею Маковецкому (за роль в фильме «Поп»).
- Диплом «За лучшую женскую роль» — Гражине Бленцкой-Кольской (за роль в фильме «Афоня и пчёлы» польского кинорежиссёра Яна Якуба Кольского).

Внимание общественности к проблемам детского кино было привлечено неприсуждением «Золотого» и «Серебряного Витязей» в соответствующем конкурсе. «Бронзового Витязя» получил мультфильм «Принцесса и лягушка» (США) как традиционный мультфильм для людей, ценящих двухмерную анимацию выше трёхмерной.
Золотой медалью имени С. Ф. Бондарчука «За выдающийся вклад в кинематограф» был награждён актёр театра и кино, кинорежиссёр Лазар Ристовски (Сербия).
Источники

### 2011 — ХХ
14—23 июня, Курск.
- В номинации «Игровые полнометражные фильмы» Приз «Золотой Витязь» — фильму «Брестская крепость» (реж. Александр Котт, Белоруссия-Россия).
- «Гран-при» — документальному фильму «Союзники. Верой и правдой!» (реж. Сергей Зайцев, Россия).
- Диплома «За актёрский ансамбль» удостоен фильм Алёны Семёновой и Александра Смирнова «Рябиновый вальс».
- В номинации «Фильмы для детей» детское жюри постановило Приз «Золотой Витязь» не присуждать. Приз «Серебряный Витязь» достался фильму «Золотая рыбка в городе N» (реж. Степан Пучинян, Россия), а Приз «Бронзовый Витязь» достался фильму «Приключения в Тридесятом царстве» (реж. Валерия Ивановская, Россия).

Золотая медаль имени С. Ф. Бондарчука «За выдающийся вклад в мировой кинематограф» вручена Горану Паскалевичу (Сербия) и Евгению Ташкову.
Источники

### 2012 — ХХI
22—31 мая, Омск.
- Гран-при — телесериалу «Утомлённые солнцем 2» режиссёра Никиты Михалкова.
- «Золотых Витязей» получили две картины — «Дом ветра» (дебютная работа Вячеслава Златопольского, Россия) и «Тот, кто прошёл сквозь огонь» (реж. Михаил Ильенко, Украина).
- «Серебряный Витязь» — фильму «Иоанна» (реж. Феликс Фальк, Польша).
- «Бронзовый Витязь» — фильму «Поздняя жизнь» (реж. Аюб Шахобиддинов, Узбекистан).
- Дипломами за лучшую мужскую роль отмечены Александр Балуев (за роль в фильме «Жуков») и Никита Михалков (за роль в фильме «Утомлённые солнцем 2»). Диплом «За лучшую женскую роль» получила Надежда Михалкова за роль во втором фильме.
- Наград за лучшую режиссуру, актёрский ансамбль и музыку удостоился фильм британского режиссёра Майкла Хоффмана «Последнее воскресение» о последних днях Льва Толстого.
- В номинации «Телевизионные игровые фильмы» «Золотого Витязя» присудили многосерийному фильму «Достоевский» (реж. Владимир Хотиненко, Россия), «Бронзового Витязя» — картине «Платон Ангел» (реж. Иван Войтюк, Украина), «Серебряного Витязя» — телесериалу «Жуков» (реж. Алексей Мурадов, Россия).
- Гран-при за полнометражный анимационный фильм — «Смешарики. Начало» (реж. Денис Чернов).

Золотая медаль им. С. Ф. Бондарчука «За вклад в мировой кинематограф» — Владимир Хотиненко.
Источники

### 2013 — XXII
22—30 мая, Хабаровск.

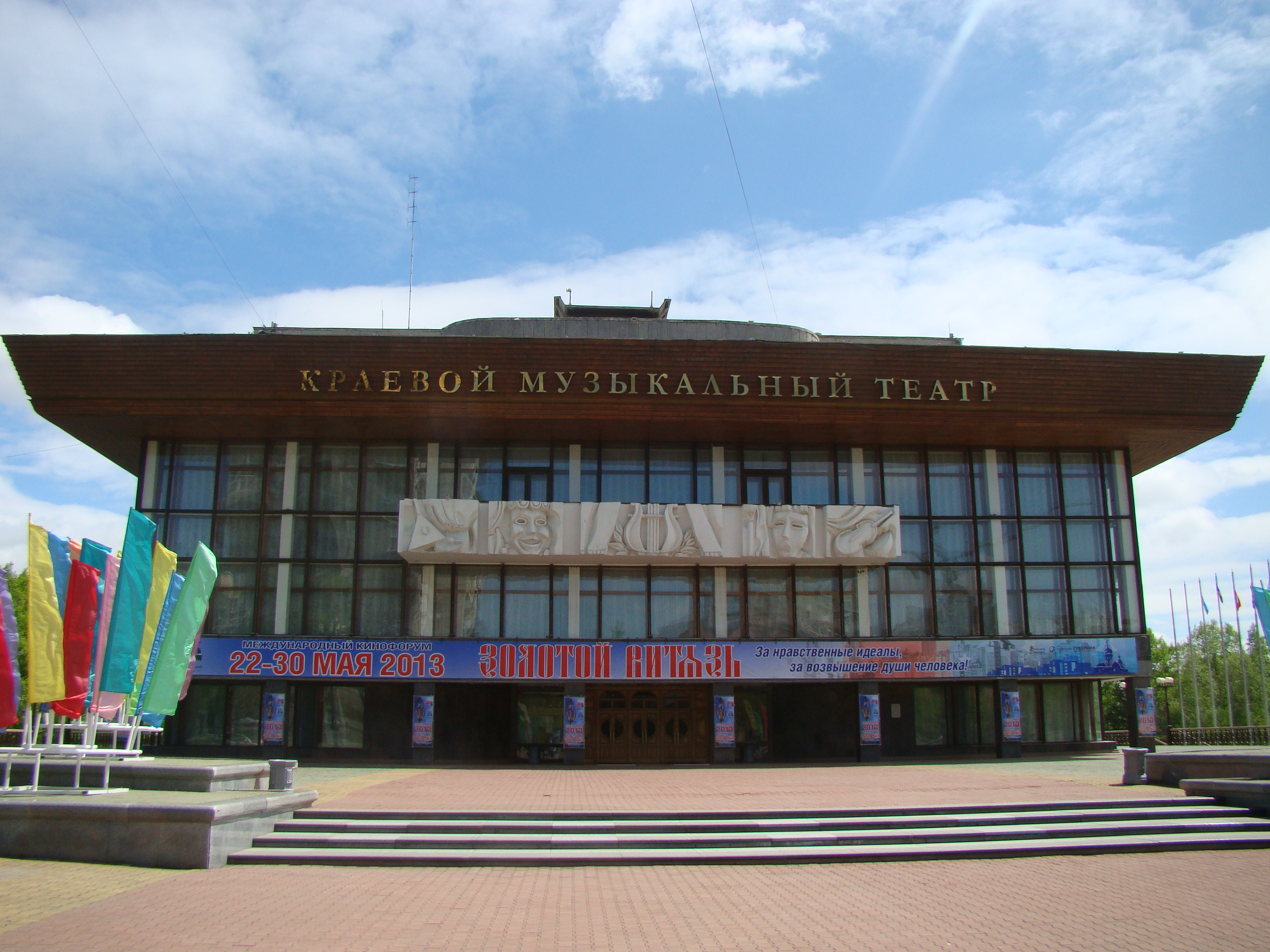
Хабаровский краевой музыкальный театр с афишой фестиваля «Золотой Витязь», 2013 год

- Гран-при фестиваля получил фильм «В тумане» режиссёра Сергея Лозницы.
- Лучшим художественным фильмом стала сербская картина «Шляпа профессора Вуйича» Здравко Шотра.
- В номинации «Фильмы для детей» лучшим жюри выбрало российский фильм «Частное пионерское» (реж. Александр Карпиловский, Россия).

Золотая медаль имени С. Ф. Бондарчука «За выдающийся вклад в кинематограф» вручена Эльдару Шенгелая (Грузия).
Источники

### 2014 — XXIII
22—31 мая, Томск.
- В номинации «Игровое кино» Приз «Золотой Витязь» получила картина «Желание жить» (реж. Мацей Пепшица, Польша).
- Приз «Серебряный Витязь» — фильму «Жажда» (реж. Дмитрий Тюрин, Россия).
- «Бронзовый Витязь» — фильму «Мамарош» (реж. Момчило Мрдакович, Сербия).
- Гран-при фестиваля жюри присудило документальному фильму «Золотой Витязь. Николай Бурляев» (реж. Сергей Катьер).
- Диплом за лучшую режиссёрскую работу — режиссёру киноальманаха «Чудо» Антону Дорину.

Источники

### 2015 — XXIV
Кинофорум впервые проводился в Севастополе.
Лауреаты в номинации «Игровое кино»:
- Гран-при — фильму «Две женщины» (реж. Вера Глаголева, Россия)
- Приз «Золотой Витязь» — фильмам «Исцеление» (реж. Иван Йович, Сербия) и «Болгарская рапсодия» (реж. Иван Ничев, Болгария)
- Приз «Серебряный Витязь» — фильму «Белый ягель» (реж. Владимир Тумаев, Россия)
- Приз «Бронзовый Витязь» — фильму «Невпродых» (реж. Анджей Барт, Польша)
- Диплом «За лучшую главную женскую роль» — Анне Астраханцевой (за роль в фильме «Две женщины»)
- Диплом «За лучшую главную мужскую роль» — Александру Балуеву (за роль в фильме «Две женщины»)
- Золотой диплом «За яркий актёрский дебют в Русском кинематографе» — Анне Прус (Польша; за роль в фильме Кирилла Белевича «Единичка»)

В номинации «Детские фильмы» лауреатами стали:
- Приз «Золотой Витязь» — фильму «Частное пионерское — 2» (реж. Александр Карпиловский, Россия)
- Приз «Серебряный Витязь» — фильму «Мама, я люблю тебя» (реж. Янис Нордс, Латвия)
- Приз «Бронзовый Витязь» — фильму «Киндервилейское привидение» (реж. Елена Турова, Белоруссия)

В следующем, 2016-м, году, с 23 по 27 марта, в Перми прошёл кинофестиваль «Эхо „Золотого Витязя“ — „Золотой Витязь“ в Перми», на котором также были показаны фильмы конкурсной программы фестиваля 2015 года
Источники

### 2016 — XXV
22—31 мая, Севастополь.
Лауреаты в категории «Игровое кино»:
- Гран-при — фильму «Взорвать Гитлера» (реж. Оливер Хиршбигель, Германия)
- Приз «Золотой Витязь» — фильму «„Москвич“, любовь моя» (реж. Арам Шахбазян, Армения)
- Приз «Серебряный Витязь» — фильму «Колония Дигнидад» (реж. Флориан Галленбергер, Германия)
- Приз «Бронзовый Витязь» — фильму «Анклав» (реж. Горан Радованович, Сербия)
- Диплом «За лучшую главную мужскую роль» — актёру Владимиру Меньшову (за роль в фильме «Ивановы»)
- Диплом «За лучшую главную женскую роль» — актрисе Эмме Уотсон (за роль в фильме «Колония Дигнидад»)

Кроме того, диплом за лучшую режиссуру получил режиссёр Пупи Авати (Италия) за фильм «Золотой мальчик», а актрисе Шэрон Стоун за роль в этом фильме присуждён приз «За лучшую женскую роль второго плана».
В категории «Детские фильмы» лауреатами стали:
- Приз «Золотой Витязь» — фильму «Завтра утром» (реж. Дарья Крылова, Андрей Майовер; Россия)
- Приз «Серебряный Витязь» — фильму «Небесный верблюд» (Юрий Фетинг, Россия)
- Приз «Бронзовый Витязь» — фильму «Тайна Снежной королевы» (реж. Наталья Бондарчук, Россия)
- Диплом за лучшую мужскую роль — Игорю Петренко (за роль в фильме «Тайна Снежной королевы»)
- Диплом за лучшую женскую роль — Анне Снаткиной (за роль в фильме «Тайна Снежной королевы»)

Источники

### 2017 — XХVI
22 по 31 мая, Севастополь.
Открытие и закрытие Кинофорума прошли в Русском академическом драматическом театре им. Лавренева. Кинопоказы прошли в кинотеатрах: «Россия», «Москва», «Победа», "Моряк, Эстраде приморского бульвара («Ракушке» на набережной). Кинофорум посетило более 27 тысяч зрителей.
Специальным гостем Кинофорума стал сербско-немецкий актёр, режиссёр и каскадёр Гойко Митич.
На открытии Кинофорума «Золотой медали им. С. Ф. Бондарчука» за выдающийся вклад в киноискусство был удостоен выдающийся сербский режиссёр Эмир Кустурица.
Гран-при «Золотой Витязь» присужден сербскому режиссёру Эмиру Кустурице за картину «По млечному пути». «Серебряный Витязь» достался британскому режиссёру Кену Лоучу за художественный фильм «Я, Дэниел Блейк». Были также вручены и два «Бронзовых Витязя» — режиссёру Дмитрию Киселеву за фильм «Время первых» и режиссёру из Болгарии Иглику Трифонову за картину «Прокурор, защитник, отец и его сын».
Диплом «За лучшую главную мужскую роль» — Владимир Гостюхин за роль в фильме «Поцелуй осени».
Диплом «За лучшую главную женскую роль» — Моника Беллуччи за роль в фильме «По млечному пути».
По разделу фильмов для детей «Золотой Витязь» — фильму «Золотая рыбка)» (режиссёр Александр Галибин, Россия).
В 2018 году — впервые и единственный раз — призы вручались в категории «Российские телесериалы»: «Золотого Витязя» удостоены два сериала — «Тихий Дон» Сергея Урсуляка и «Маргарита Назарова» Константина Максимова, а «Серебряный Витязь» номинации достался сериалу «Анна Каренина. История Вронского» Карена Шахназарова, «Бронзовый» не вручался.
«Золотой Витязь — 2017»: Приз за лучшую женскую роль присудили Монике Беллуччи // Комсомольская правда — Крым, 1 мюля 2017

### 2018 — XХVII
22 по 31 мая, Севастополь.
Среди специальных гостей фестиваля — сербский кинорежиссёр Горан Паскальевич, российски литературный критик Капитолина Кокшенёва
Лауреаты по разделу игровых фильмов:
- Гран-при «Золотой Витязь» — фильму «Салют 7» (режиссёр Клим Шипенко, Россия).
- «Золотой Витязь» — фильму «По соображениям совести» (режиссёр Мэл Гибсон, США).
- «Серебряный Витязь» — фильму «Завещание отца» (режиссёры Бакыт Мукул и Дастан Жапар, Киргизия),
- «Бронзовый Витязь» — фильму «Жаркая страна, холодная зима» (режиссёр Давид Сафарян, Армения).
- Приз «Золотой Витязь» в категории фильмов для детей — фильму «Со дна вершины» (Россия).
- Специальный приз зрительских симпатий — фильму «Мой лучший друг» (режиссёр Элина Суни, Россия).
- Диплом за лучшую главную мужскую роль — Эндрю Гарфилд за роль в фильме «По соображениям совести».
- Диплом за лучшую главную женскую роль — Надежда Маркина за роль в фильме «Ничей».
- Диплом за лучшую мужскую роль — Павел Шевандо за роль в фильме «Со дна вершины»
- Диплом за лучшую женскую роль — 12-летней Дарье Чистяковой за роль и в фильме «Бегство рогатых викингов»
- Диплом «За глубокое воплощение русского характера» -Владимиру Ильину — фильм «Мой лучший друг»

В категории «Документальные короткометражные фильмы» статуэтку «Золотой Витязь» — фильму "Последний парад «Беззаветного» (автор сценария и режиссёр Татьяна Скабард, Россия), золотую статуэтку вручили главному герою этого фильма контр-адмиралу Владимиру Богдашину.
Золотая медаль имени С. Ф. Бондарчука «За выдающийся вклад в кинематограф» в 2018 году присуждена сербской актрисе Елене Жигон (посмертно), награда была вручена её дочери Ивана Жигон, а также российские актёру Глебу Панфилову и актрисе Инне Чуриковов.
В 2018 году организаторами фестиваля была учреждена Золотая медаль им. Юрия Левитана, первыми награждёнными стали Аркадий Мамонтов и Владимир Соловьёв.
Источники

### 2019 — XХVIII
22 по 31 мая, Севастополь.
Лауреаты:
- Гран-при не присуждался.
- По конкурсу игровых фильмов приз «Золотой Витязь» получил фильм «Балканский рубеж» (реж. Андрей Волгин. Россия), СЕРЕБРЯНЫЙ ВИТЯЗЬ — «Холодная война» (реж. Павел Павликовский, Польша), БРОНЗОВЫЙ ВИТЯЗЬ — «Варавва» (реж. Евгений Емелин, Россия).
- Диплом «За лучшую главную женскую роль» — польской актрисе Иоанне Кулиг — за роль Зулы фильм Холодная война".
- Диплом «За лучшую главную мужскую роль» — Антону Пампушному — за роль в фильме «Балканский рубеж».

Источники

### 2020 — XXIX
6-15 сентября, Севастополь.
Форум в этом году был посвящен 75-летию Великой Победы. Несмотря на неблагоприятную ситуацию с коронавирусом, мероприятия проходили в очном режиме, многие проводились на открытом воздухе, гостям из Беларуси и Сербии все же удалось приехать на кинофестиваль. За 10 дней Кинофорум посетили более 15000 зрителей.
Жюри игровых фильмов: Андрей Кончаловский, Николай Лебедев, Ивана Жигон
Лауреаты в категории «Игровое кино»:
- Приз «Золотой Витязь» — фильму «Король Пётр I», реж. Петар Ристовски (Сербия).
- Приз «Серебряный Витязь» — фильму «Сестрёнка» (реж. Александр Галибин, Россия).
- Приз «Бронзовый Витязь» разделили два фильма: «Холоп» (реж. Клим Шипенко, Россия) и «Несмотря на туман» (реж. Горан Паскалевич, Сребия).
- Диплом «За лучшую главную мужскую роль» — Владимир Гостюхин, за роль ветерана в фильме «100 шагов».
- Диплом «За лучшую главную женскую роль» — Юлия Пересильд, за роль Светланы в фильме «Петербург. Любовь. До востребования».

Золотая медаль им. С. Ф. Бондарчука «За выдающийся вклад в кинематограф» — Андрею Кончаловскому, Александру
Михайлову, Наталье Бондарчук, режиссёру-документалисту Вячеславу Орехову.
Золотая медаль им. Ю. Б. Левитана «За выдающийся вклад в российскую тележурналистику» — Виталию Максимову.
Источники

### 2021 — XXX
в Севастополе
Лауреаты:
- Лучшим игровым полнометражным фильмом признан «Пальма» режиссёра Александра Домогарова-младшего
- В номинации «документальные полнометражные фильмы» победила картина Никиты Михалкова «История не получившегося фильма».
- Диплом «За лучшую главную женскую роль» —Виктория Толстоганова, за роль Марии в фильме «На дальних рубежах».

Золотая медаль им. С. Ф. Бондарчука «За выдающийся вклад в кинематограф» — Сергей Никоненко.
Золотая медаль им. Ю. Б. Левитана «За выдающийся вклад в российскую тележурналистику» — Дмитрий Киселёв
Источники

### 2022 — XXXI
22 по 28 мая, Севастополь.
В связи с проведением СВО в этом году фестиваль проходил под девизом «Zолотой Vитязь» против нацизма.
Церемония открытия и гала-концерт популярных артистов кино и театра прошли 22 мая на сцене Севастопольского академического русского драматического театра имени А. В. Луначарского, конкурсные фильмы бесплатно показывали в кинотеатрах «Россия», «Москва», «Победа» и на Матросском бульваре.
Лауреатами по конкурсу игровых фильмов стали:
- Приз «Золотой Витязь» — фильму «Человек Божий» (реж. Елена Попович, Греция)
- Приз «Серебряный Витязь» — фильму «Вечное новое» (реж. Андрей Лескин, Белоруссия)
- Приз «Бронзовый Витязь» — фильму «Африка» (реж. Дарья Биневская, Россия)
- Приз «Золотой Витязь» в номинации «Фильмы для детей и подростков» — фильму «Нахимовцы» (Олег Штром, Россия).
- Приз «Золотой Витязь» в номинации «Короткометражные фильмы» — фильму «От двери к двери» (реж. Рохит Хайтан, Индия)
- Специальным призом отмечен фильм «Небо» (режиссёр Игорь Копылов, Россия)
- Приз «За лучшее исполнение главной мужской роли» — Арису Серветалису, за роль в фильме «Человек Божий», реж. Елена Попович, Греция
- Приз «За лучшее исполнение главной женской роли» — Марии Мироновой, за роль в фильме «Небо», реж. Игорь Копылов, Россия

Гран-при кинофорума в номинации документальных полнометражных фильмов получила картина «Вспомнить Одессу» (режиссёр Вильгельм Домке-Шульц, Германия)
Золотая медаль имени С. Ф. Бондарчука «За выдающийся вклад в кинематограф» —народному артисту России Сергею Шакурову.
Золотые медали имени Юрия Левитана «За выдающийся вклад в теле-радиожурналистику» получили военные корреспонденты, которые сейчас работают на Донбассе: Александр Сладков, Евгений Поддубный, Андрей Медведев и Семён Пегов.
Источники

### 2023 — XXXII
21 по 28 мая, Грозный.
Лауреаты:
- Гран-при — фильму «Один настоящий день», режиссёр Георгий Шенгелия, Россия
- «Золотой диплом» — фильму «Святая пятница. Крест в пустыне», режиссёр Хаджи-Александр Джурович, Сербия

Гран-при «Золотой витязь» в категории фильмов для детей — анимационному фильму «Суворов. Великое путешествие» (режиссёр Борис Чертков, Россия)
- Диплом «За лучший сценарий» к фильму «Плакать нельзя» режиссёру и сценаристу Наталье Назаровой
- Диплом «За лучшее исполнение главной женской роли» — Светлане Чуйкиной, в фильме «Плакать нельзя»
- Диплом «За лучшее исполнение главной мужской роли» — Сергею Роженцеву, в фильме «Клинок», он же режиссёр

Золотая медаль имени С. Ф. Бондарчука «За выдающийся вклад в кинематограф» — Ирине Купченко и режиссёру-документалисту Дмитрию Чернецову.
Золотая медаль имени Юрия Левитана «За выдающийся вклад в теле-радиожурналистику» — российскому военному корреспонденту российским военным корреспондентам ВГТРК Александру Георгиевичу Рогаткину и Николаю Валерьевичу Долгачёву.
Источники

### 2024 — XXXIII
22 по 29 мая, Омск.
Лауреаты:
- Гран-при в номинации «Игровые фильмы» разделили фильмы «Позывной «Пассажир»» режиссёр Илья Казанков и фильм «Повелитель ветра» режиссёр Игорь Волошин
- В номинации «Фильмы для детей и подростков» Гран-при завоевала картина «Суворовец 1944» (режиссёр Денис Казанцев).
- В номинации «Документальные фильмы» Гран-При «Золотой Витязь» удостоен фильм «Родина монашества», (реж. братия Валаамского монастыря, Россия), «Золотой диплом» — документальная тетралогия хроники боёв за Мариуполь «У края бездны» (реж. Максиму Фадееву, Россия), приз за режиссуру фильму «Звёзды Донбасса» (реж. Вильгельм Домке-Шульц, Германия).

Золотые медали имени Юрия Левитана «За выдающийся вклад в теле-радиожурналистику» вручены российским военкорам ВГТРК Григорию Вдовину и Сергею Зенину.
Медаль имени Сергея Бондарчука «За выдающийся вклад в кинематограф» — Карен Шахназаров.
Источники

## Лауреаты медалей

### За выдающийся вклад в кинематограф
Золотая медаль имени С. Ф. Бондарчука «За выдающийся вклад в кинематограф»:
- 1992 — Сергей Бондарчук, Марина Ладынина, Тамара Макарова, Николай Крючков
- 1993 — Вячеслав Тихонов, Нонна Мордюкова, Инна Макарова, Богдан Ступка, Виктор Туров, Стефания Станюта
- 1994 — Никита Михалков, Юрий Ильенко
- 1995 — Борис Карпов
- 1996 — Николай Ерёменко, Владимир Гостюхин, сербский актёр Велимир Живоинович.
- 1997 — Георгий Жжёнов, Татьяна Доронина
- 1998 — Раиса Недашковская
- 1999
- 2000
- 2001 — Евгений Матвеев, Йован Маркович
- 2002 — Реваз Чхеидзе
- 2003 — Кшиштоф Занусси, польский режиссёр; Пуриша Джорджевич, сербский режиссёр; Любиша Самарджич, сербский актёр и режиссёр
- 2004 — Ежи Гофман, польский режиссёр; Велимир Живоинович, сербский актёр
- 2005 — Алиса Фрейндлих
- 2006 — Беата Тышкевич, польская актриса; Маргарит Николов, болгарский кинорежиссёр
- 2007 — Александр Сокуров
- 2008 — Алексей Баталов, Эльдар Рязанов
- 2009 — Валентина Гуркаленко, документалист
- 2010 — Лазар Ристовский, югославский и сербский актёр театра и кино, кинорежиссёр; Георгий Натансон, кинорежиссёр[92]
- 2011 — Горан Паскалевич (Сербия), Евгений Ташков
- 2012 — Владимир Хотиненко, кинорежиссёр; Лилиана Благоевич[англ.], югославская и сербская актриса
- 2013 — Эльдар Шенгелая
- 2014—2016 — не вручалась
- 2017 — Эмир Кустурица, югославский и сербский кинорежиссёр и актёр кино
- 2018 — Елена Жигон[англ.], сербская актриса (посмертно); Глеб Панфилов, режиссёр; Инна Чурикова, актриса
- 2019 — Василий Ливанов, режиссёр-документалист Валерий Тимощенко
- 2020 — Андрей Кончаловский, Александр Михайлов, Наталья Бондарчук, режиссёр-документалист Вячеслав Орехов
- 2021 — Сергей Никоненко
- 2022 — Сергей Шакуров
- 2023 — Ирина Купченко, Дмитрий Чернецов
- 2024 — Карен Шахназаров

### "За выдающийся вклад в тележурналистику
Золотая медаль им. Юрия Левитана «За выдающийся вклад в тележурналистику»:
- 2018 — Аркадий Мамонтов и Владимир Соловьёв
- 2019 — не вручалась
- 2020 — Виталий Максимов
- 2021 — Дмитрий Киселёв
- 2022 — Александр Сладков, Евгений Поддубный, Андрей Медведев и Семён Пегов
- 2023 — Александр Рогаткин, Николай Долгачёв
- 2024 — Григорий Вдовин, Сергей Зенин